# Juan Jiménez Tortosa
Juan Jiménez Tortosa (Urrácal, Almería, 8 de marzo de 1958) es un político español, diputado por Almería en el Congreso durante las XI y XII legislaturas.

## Biografía
Realizó sus estudios secundarios en Huércal-Overa. Obtuvo un diploma de profesor de enseñanza general básica (EGB) en la Universidad de Almería en 1979 y se licenció en Psicología por la Universidad de Granada en 1983. Entre 2005 y 2006 realizó un curso en Alta Dirección en Instituciones Sociales en el Instituto Internacional San Telmo en Málaga. Ejerce como profesor de enseñanza secundaria.
Se unió al PSOE en la década de 1980 y en 1986 se unió al grupo de educación de la Federación Socialista de la provincia de Almería. En 2002 fue elegido secretario general de la sección socialista municipal de Benahadux y en las elecciones municipales de 2003 fue elegido alcalde del municipio con el apoyo del concejal de Izquierda Unida. En las elecciones municipales de 2007 se volvió a presentar y mantuvo la alcaldía, nuevamente gracias al apoyo de IU. En las elecciones municipales de 2011 fue reelegido tras obtener mayoría absoluta a expensas de IU, que perdió su único representante, y en 2015 renovó su mandato al frente de la alcaldía. Entre julio de 2015 y marzo de 2016 ocupó un escaño en la diputación provincial de Almería.
En 2015 ocupó el segundo lugar, detrás de Sonia Ferrer Tesoro, en la lista socialista por Almería de cara a las elecciones generales de diciembre; tras estas, fue elegido diputado. En julio de 2016 anunció su renuncia a la alcaldía de Benahadux y en las elecciones generales de ese año resultó reelegido en el Congreso.